# Fevers and Mirrors
Fevers and Mirrors è il terzo album dei Bright Eyes, pubblicato nel 2000.
All'inizio della traccia 1 si sente un bambino leggere un pezzo di Mitchell is Moving, un libro di Marjorie Weinman Sharmat. La traccia 11, An Attempt to Tip the Scales, è invece una finta intervista scritta per alleggerire il tono dell'album, in una sorta di autoironia. Oberst ha solo scritto il testo, la sua voce è imitata da Todd Baechle (cantante dei The Faint) e l'intervistatore è il loro amico Matt Silcock dei Lullaby for the Working Class.

## Tracce
1. A Spindle, a Darkness, a Fever, and a Necklace – 6:28
2. A Scale, a Mirror and Those Indifferent Clocks – 2:44
3. The Calendar Hung Itself... – 3:55
4. Something Vague – 3:33
5. The Movement of a Hand – 4:02
6. Arienette – 3:45
7. When the Curious Girl Realizes She Is Under Glass – 2:40
8. Haligh, Haligh, a Lie, Haligh – 4:43
9. The Center of the World – 4:43
10. Sunrise, Sunset – 4:32
11. An Attempt to Tip the Scales – 8:29
12. A Song to Pass the Time – 5:30

## Musicisti
- Conor Oberst - voce, chitarra, pianoforte, organo, tastiere, percussioni, sample

### Altri musicisti
- Todd Baechle - tastiere
- Tim Kasher - fisarmonica
- Joe Knapp - voce, batteria, percussioni
- Jiha Lee - voce, flauto
- Andy LeMaster - voce, chitarra, basso, tastiere, percussioni
- Matt Maginn - basso
- A.J. Mogis - pianoforte
- Mike Mogis - chitarra, mandolino, dulcimer, pianoforte, organo, tastiere, percussioni, sample
- Clint Schnase - batteria